# کاراکابوسو
کاراکابوسو (به اسپانیایی: Carcaboso) یک منطقهٔ مسکونی در اسپانیا است که در استان کاسرس واقع شده‌است. کاراکابوسو ۲۰٫۳ کیلومتر مربع مساحت دارد.